# جينا سميث (فارسة سباق)
جينا سميث هي فارسة سباق كندية، ولدت في 11 نوفمبر 1957 في ساسكاتون في كندا.

## وصلات خارجية
- جينا سميث على موقع الاتحاد الدولي للفروسية (الإنجليزية)
- جينا سميث على موقع FEI (رابط بديل) (الإنجليزية)
- جينا سميث على موقع اللجنة الأولمبية الدولية (الإنجليزية)
- جينا سميث على موقع أوليمبيديا (الإنجليزية)
- جينا سميث على موقع اللجنة الأولمبية الكندية (الإنجليزية)